# Copa do Mundo de Futebol Feminino Sub-20 de 2008
A Copa do Mundo de Futebol Feminino Sub-20 de 2008 foi a quarta edição do evento organizado pela FIFA e foi realizado no Chile. Iniciou-se em 19 de novembro e terminou em 7 de dezembro. Dezesseis equipes, representando as seis confederações internacionais de futebol participaram após passar por seus respectivos torneios qualificatórios, a exceção do Chile que obteve a vaga diretamente por ser o país-sede.
Os Estados Unidos conquistaram o título da categoria pela segunda vez após a vitória sobre a Coréia do Norte, então defensoras do título, por 2 a 1.

## Equipes classificadas
| Confederação | Seleção         |          | Confederação   | Seleção |
| ------------ | --------------- | -------- | -------------- | ------- |
| Anfitriã     | Chile           | CAF      | Nigéria        |         |
| AFC          | Coreia do Norte | CAF      | RD Congo       |         |
| AFC          | Japão           | CONCACAF | Estados Unidos |         |
| AFC          | China           | CONCACAF | México         |         |
| UEFA         | Alemanha        | CONCACAF | Canadá         |         |
| UEFA         | França          | CONMEBOL | Brasil         |         |
| UEFA         | Noruega         | CONMEBOL | Argentina      |         |
| UEFA         | Inglaterra      | OFC      | Nova Zelândia  |         |

## Sedes
Quatro cidades foram selecionadas como sede na abertura do processo de candidatura. Os estádios passaram por mudanças para cumprir com as exigências da FIFA entre dezembro de 2007 e setembro de 2008. Os estádios selecionados foram:
| Coquimbo                                                | La Florida                      |
| ------------------------------------------------------- | ------------------------------- |
| Estádio Municipal Francisco Sánchez Rumoroso (abertura) | Estádio Municipal de La Florida |
| Capacidade: 18.000                                      | Capacidade: 12.000              |
|                                                         |                                 |
|                                                         |                                 |
| Chillán                                                 | Temuco                          |
| Estádio Municipal Nelson Oyarzún Arenas                 | Estádio Municipal Germán Becker |
| Capacidade: 12.000                                      | Capacidade: 18.000              |
|                                                         |                                 |

## Arbitragem
Esta é a lista de árbitros e assistentes que atuaram na Copa:
| Árbitros               | Assistentes                                      |
| AFC                    | AFC                                              |
| ---------------------- | ------------------------------------------------ |
| JPN Sachiko Baba       | JPN Shiho Ayukai JPN Satomi Hamasaki             |
| IND Bentla D Coth      | IND Keilyani Chanu Chongtham MAS Widiya Shamsuri |
| AUS Jacqui Melksham    | AUS Allyson Flynn AUS Airlie Keen                |
| CAF                    |                                                  |
| GUI Therese Sagno      | TOG Mana Dzodope EGY Mona Mahmoud                |
| CONCACAF               |                                                  |
| USA Jennifer Bennett   | MEX Rita Muñoz TRI Cindy Mohammed                |
| CAN Carol Anne Chenard | GUA Flor Escobar GUA Lesbia Tzul                 |
| CRC Erika Vargas       | CRC Milena López GUY Nykasie Liverpool           |

| Árbitros                | Assistentes                                |
| CONMEBOL                | CONMEBOL                                   |
| ----------------------- | ------------------------------------------ |
| URU Gabriela Bandeira   | URU Laura Geymonat VEN Yoly Garcia         |
| CHI Carolina González   | CHI Barbra Lynda Bastias PAR Estela Ayala  |
| UEFA                    |                                            |
| HUN Gyoengyi Gaal       | HUN Judit Kulcsar CRO Lada Rojc            |
| ENG Alexandra Ihringova | ENG Natalie Walker FRA Karine Vives Solana |
| ROU Cristina Ionescu    | ITA Cristina Cini POL Katarzyna Nadolska   |
| AUT Tanja Schett        | SWE Helen Caro SWE Anna Nystrom            |
| GER Bibiana Steinhaus   | GER Moiken Reichert GER Marina Wozniak     |

## Fase de grupos
Todas as partidas seguem o fuso horário do Chile (UTC-4).

### Grupo A
| Seleção       | P | J | V | E | D | GP | GC | SG |
| ------------- | - | - | - | - | - | -- | -- | -- |
| Nigéria       | 7 | 3 | 2 | 1 | 0 | 6  | 3  | +3 |
| Inglaterra    | 5 | 3 | 1 | 2 | 0 | 4  | 2  | +2 |
| Nova Zelândia | 4 | 3 | 1 | 1 | 1 | 7  | 7  | 0  |
| Chile         | 0 | 3 | 0 | 0 | 3 | 3  | 8  | -5 |

| 19 de novembro | Chile | 0 – 2     | Inglaterra               | Estádio Municipal Francisco Sánchez Rumoroso, Coquimbo |
| 21:00          |       | Relatório | Chaplen 54' · Duggan 79' | Público: 15 045 Árbitro: USA Jennifer Bennett          |

| 19 de novembro | Nova Zelândia     | 2 – 3     | Nigéria                                        | Estádio Municipal Francisco Sánchez Rumoroso, Coquimbo |
| 15:00          | Percival 42', 52' | Relatório | S. Michael 31' · Chukwudi 35' · Chikwelu 90+2' | Árbitro: AUT Tanja Schett                              |

| 22 de novembro | Chile                                   | 3 – 4     | Nova Zelândia                         | Estádio Municipal Francisco Sánchez Rumoroso, Coquimbo |
| 21:00          | Mardones 50' · Pardo 83' · Zamora 90+2' | Relatório | White 20', 36' (pen), 74' · Leota 66' | Público: 16 324 Árbitro: CRC Erika Vargas              |

| 22 de novembro | Nigéria  | 1 – 1     | Inglaterra  | Estádio Municipal Francisco Sánchez Rumoroso, Coquimbo |
| 18:00          | Orji 71' | Relatório | Dowie 45+1' | Árbitro: CAN Carol Anne Chenard                        |

| 26 de novembro | Nigéria                        | 2 – 0     | Chile | Estádio Municipal Germán Becker, Temuco        |
| 19:00          | Guajardo 15' (g.c.) · Orji 41' | Relatório |       | Público: 18 125 Árbitro: GER Bibiana Steinhaus |

| 26 de novembro | Inglaterra   | 1 – 1     | Nova Zelândia  | Estádio Municipal de La Florida, La Florida |
| 19:00          | Duggan 90+4' | Relatório | McLaughlin 27' | Público: 8 661 Árbitro: JPN Sachiko Baba    |

### Grupo B
| Time           | P | J | V | E | D | GP | GC | SG |
| -------------- | - | - | - | - | - | -- | -- | -- |
| Estados Unidos | 6 | 3 | 2 | 0 | 1 | 6  | 2  | +4 |
| França         | 6 | 3 | 2 | 0 | 1 | 5  | 4  | +1 |
| China          | 4 | 3 | 1 | 1 | 1 | 2  | 2  | 0  |
| Argentina      | 1 | 3 | 0 | 1 | 2 | 1  | 6  | -5 |

| 19 de novembro | China | 0 – 0     | Argentina | Estádio Municipal Nelson Oyarzún Arenas, Chillán |
| 12:00          |       | Relatório |           | Público: 3 500 Árbitro: HUN Gyoengyi Gaal        |

| 19 de novembro | França | 0 – 3     | Estados Unidos               | Estádio Municipal Nelson Oyarzún Arenas, Chillán |
| 15:00          |        | Relatório | Morgan 53' · Leroux 56', 71' | Público: 4 300 Árbitro: AUS Jacqui Melksham      |

| 22 de novembro | China | 0 – 2     | França                    | Estádio Municipal Nelson Oyarzún Arenas, Chillán |
| 15:00          |       | Relatório | Delie 70' · Le Sommer 87' | Público: 7 590 Árbitro: GUI Therese Sagno        |

| 22 de novembro | Estados Unidos                | 3 – 0     | Argentina | Estádio Municipal Nelson Oyarzún Arenas, Chillán |
| 12:00          | Edwards 11' · Morgan 53', 90' | Relatório |           | Árbitro: ROU Cristina Babadac                    |

| 26 de novembro | Estados Unidos | 0 – 2     | China                          | Estádio Municipal Germán Becker, Temuco |
| 16:00          |                | Relatório | Zhang Rui 52' · Liu Shukun 58' | Árbitro: AUT Tanja Schett               |

| 26 de novembro | Argentina  | 1 – 3     | França                             | Estádio Municipal de La Florida, La Florida |
| 16:00          | Jaimes 42' | Relatório | Le Sommer 65', 80' · Machart 90+3' | Árbitro: CAN Carol Anne Chenard             |

### Grupo C
| Time     | P | J | V | E | D | GP | GC | SG  |
| -------- | - | - | - | - | - | -- | -- | --- |
| Japão    | 9 | 3 | 3 | 0 | 0 | 7  | 2  | +5  |
| Alemanha | 6 | 3 | 2 | 0 | 1 | 8  | 3  | +5  |
| Canadá   | 3 | 3 | 1 | 0 | 2 | 5  | 4  | +1  |
| RD Congo | 0 | 3 | 0 | 0 | 3 | 1  | 12 | -11 |

| 20 de novembro | Canadá | 0 – 2     | Japão                 | Estádio Municipal de La Florida, La Florida |
| 16:00          |        | Relatório | Goto 28' · Tanaka 40' | Árbitro: Alexandra Ihringova (ENG)          |

| 20 de novembro | RD Congo | 0 – 5     | Alemanha                                                                 | Estádio Municipal de La Florida, La Florida     |
| 19:00          |          | Relatório | Kulig 7', 90+1' · Baunach 8' · I. Kerschowski 43' (pen) · N. Banecki 82' | Público: 3,478 Árbitro: Gabriela Bandeira (URU) |

| 23 de novembro | Alemanha           | 1 – 2     | Japão                     | Estádio Municipal de La Florida, La Florida |
| 18:00          | I. Kerschowski 61' | Relatório | Koyama 41' · Nagasato 82' | Árbitro: Bentla D Coth (IND)                |

| 23 de novembro | Canadá                                                   | 4 – 0     | RD Congo | Estádio Municipal de La Florida, La Florida |
| 21:00          | Riverso 1' · Lam-Feist 40' · Filigno 77' · Armstrong 90' | Relatório |          | Público: 7,482 Árbitro: Gyoengyi Gaal (HUN) |

| 27 de novembro | Alemanha                 | 2 – 1     | Canadá        | Estádio Municipal Francisco Sánchez Rumoroso, Coquimbo |
| 19:00          | Schmidt 77' · Schwab 90' | Relatório | Lam-Feist 81' | Público: 14,048 Árbitro: Jacqui Melksham (AUS)         |

| 27 de novembro | Japão                                         | 3 – 1     | RD Congo | Estádio Municipal Nelson Oyarzún Arenas, Chillán |
| 19:00          | Mafuala 4' (g.c.) · Ataeyama 10' · Utsugi 78' | Relatório | Amani 6' | Público: 6,200 Árbitro: Cristina Ionescu (ROU)   |

### Grupo D
| Time            | P | J | V | E | D | GP | GC | SG  |
| --------------- | - | - | - | - | - | -- | -- | --- |
| Brasil          | 9 | 3 | 3 | 0 | 0 | 11 | 2  | +9  |
| Coreia do Norte | 6 | 3 | 2 | 0 | 1 | 10 | 6  | +4  |
| Noruega         | 3 | 3 | 1 | 0 | 2 | 4  | 7  | -3  |
| México          | 0 | 3 | 0 | 0 | 3 | 2  | 12 | -10 |

| 20 de novembro | México    | 1 – 2     | Noruega              | Estádio Municipal Germán Becker, Temuco |
| 16:00          | Garza 28' | Relatório | Lund 26' · Enget 76' | Árbitro: Sachiko Baba (JPN)             |

| 20 de novembro | Brasil                                           | 3 – 2     | Coreia do Norte                   | Estádio Municipal Germán Becker, Temuco          |
| 19:00          | Janaína 45+2' · Érika 48' · Francielle 66' (pen) | Relatório | Ri Ye-Gyong 30' · Ri Un-Hyang 90' | Público: 12,500 Árbitro: Bibiana Steinhaus (GER) |

| 23 de novembro | Coréia do Norte                      | 3 – 2     | Noruega            | Estádio Municipal Germán Becker, Temuco |
| 12:00          | Ri Ye-Gyong 17' · Ra Un-Sim 29', 64' | Relatório | Herlovsen 52', 59' | Árbitro: Jennifer Bennett (USA)         |

| 23 de novembro | México | 0 – 5     | Brasil                                                                      | Estádio Municipal Germán Becker, Temuco            |
| 15:00          |        | Relatório | Pamela 4' · Francielle 40' · Daiane 68' · Ketlen 90+4' · Ortíz 90+5' (g.c.) | Público: 13,080 Árbitro: Alexandra Ihringova (ENG) |

| 27 de novembro | Coréia do Norte                                                                      | 5 – 1     | México     | Estádio Municipal Nelson Oyarzún Arenas, Chillán |
| 16:00          | Ryom Su-Ok 9' · Pak Kuk-Hui 17' · Choe Un-Ju 39' · Ri Hyon-Suk 53' · Ri Ye-Gyong 66' | Relatório | Corral 84' | Árbitro: Carolina González (CHI)                 |

| 27 de novembro | Noruega | 0 – 3     | Brasil                              | Estádio Municipal Francisco Sánchez Rumoroso, Coquimbo |
| 16:00          |         | Relatório | Érika 39' · Daiane 80' · Pamela 83' | Árbitro: Erika Vargas (CRC)                            |

## Fase final
|  | Quartas de final           | Quartas de final         |                            |          | Semifinais     | Semifinais     |  |  | Final                      | Final |
|  |                            |                          |                            |          |                |                |  |  |                            |       |
|  | 30 de novembro - Coquimbo  |                          |                            |          |                |                |  |  |                            |       |
|  |                            |                          |                            |          |                |                |  |  |                            |       |
|  | Nigéria                    | 2                        |                            |          |                |                |  |  |                            |       |
|  | Nigéria                    | 2                        | 4 de dezembro - Temuco     |          |                |                |  |  |                            |       |
|  | França                     | 3                        |                            |          |                |                |  |  |                            |       |
|  | França                     | 3                        | França                     | 1        |                |                |  |  |                            |       |
|  | 1 de dezembro - La Florida |                          | França                     | 1        |                |                |  |  |                            |       |
|  |                            | Coreia do Norte          | 2                          |          |                |                |  |  |                            |       |
|  | Japão                      | Coreia do Norte          | 2                          | 1        |                |                |  |  |                            |       |
|  | Japão                      |                          | 7 de dezembro - La Florida | 1        |                |                |  |  |                            |       |
|  | Coreia do Norte            | 2                        |                            |          |                |                |  |  |                            |       |
|  | Coreia do Norte            | 2                        | Coreia do Norte            | 1        |                |                |  |  |                            |       |
|  | 30 de novembro - Chillán   |                          | Coreia do Norte            | 1        |                |                |  |  |                            |       |
|  |                            | Estados Unidos           | 2                          |          |                |                |  |  |                            |       |
|  | Estados Unidos             | Estados Unidos           | 2                          | 3        |                |                |  |  |                            |       |
|  | Estados Unidos             | 4 de dezembro - Coquimbo |                            | 3        |                |                |  |  |                            |       |
|  | Inglaterra                 | 0                        |                            |          |                |                |  |  |                            |       |
|  | Inglaterra                 | 0                        | Estados Unidos             | 1        | Terceiro lugar | Terceiro lugar |  |  |                            |       |
|  | 1 de dezembro - Temuco     |                          | Estados Unidos             | 1        | Terceiro lugar | Terceiro lugar |  |  |                            |       |
|  |                            | Alemanha                 | 0                          |          |                |                |  |  |                            |       |
|  | Brasil                     | Alemanha                 | 0                          | 2        | França         | 3              |  |  |                            |       |
|  | Brasil                     |                          |                            | 2        | França         | 3              |  |  |                            |       |
|  | Alemanha                   | 3                        |                            | Alemanha | 5              |                |  |  |                            |       |
|  | Alemanha                   | 3                        |                            |          | 5              |                |  |  |                            |       |
|  |                            |                          |                            |          |                |                |  |  | 7 de dezembro - La Florida |       |
|  |                            |                          |                            |          |                |                |  |  |                            |       |

### Quartas de final
| 30 de novembro | Nigéria               | 2 – 3     | França                                         | Estádio Municipal Francisco Sánchez Rumoroso, Coquimbo |
| 16:00          | Orji 13' · Jegede 38' | Relatório | Machart 2' · Le Sommer 49' · Coton Pelagie 88' | Público: 12,363 Árbitro: Jennifer Bennett (USA)        |

| 30 de novembro | Estados Unidos                  | 3 – 0     | Inglaterra | Estádio Municipal Nelson Oyarzún Arenas, Chillán |
| 19:00          | Winters 53' · Leroux 81', 90+4' | Relatório |            | Público: 11,080 Árbitro: Jacqui Melksham (AUS)   |

| 1 de dezembro | Japão        | 1 – 2     | Coreia do Norte                | Estádio Municipal de La Florida, La Florida |
| 16:00         | Nagasato 39' | Relatório | Cha Hu-Nam 22' · Ra Un-Sim 60' | Público: 8,614 Árbitro: Tanja Schett (AUT)  |

| 1 de dezembro | Brasil                           | 2 – 3     | Alemanha                                   | Estádio Municipal Germán Becker, Temuco           |
| 19:00         | Schiewe 38' (g.c.) · Adriane 88' | Relatório | S. Banecki 44' · Bock 68' · N. Banecki 82' | Público: 12,854 Árbitro: Carol Anne Chenard (CAN) |

### Semifinal
| 4 de dezembro | França            | 1 – 2     | Coreia do Norte                     | Estádio Municipal Germán Becker, Temuco           |
| 16:00         | Coton Pelagie 51' | Relatório | Ri Un-Hyang 68' · Ri Ye-Gyong 90+3' | Público: 13,184 Árbitro: Carol Anne Chenard (CAN) |

| 4 de dezembro | Estados Unidos     | 1 – 0     | Alemanha | Estádio Municipal Francisco Sánchez Rumoroso, Coquimbo |
| 19:00         | Schmidt 21' (g.c.) | Relatório |          | Público: 15,548 Árbitro: Sachiko Baba (JPN)            |

### Disputa pelo 3º lugar
| 7 de dezembro | França                           | 3 – 5     | Alemanha                                        | Estádio Municipal de La Florida, La Florida |
| 15:30         | Pervier 45+1', 75' · Delie 90+2' | Relatório | Pollmann 10', 29', 31' · Simic 67' · Schwab 80' | Árbitro: Jennifer Bennett (USA)             |

### Final
| 7 de dezembro | Coreia do Norte  | 1 – 2     | Estados Unidos          | Estádio Municipal de La Florida, La Florida        |
| 18:30         | Cha Hu-Nam 90+2' | Relatório | Leroux 23' · Morgan 42' | Público: 12,000 Árbitro: Alexandra Ihringova (ENG) |

## Premiações

### Campeã
| Vencedor                 |
| ------------------------ |
| ESTADOS UNIDOS 2º título |

### Individuais
| Chuteira de Ouro  | Bola de Ouro      | Luva de Ouro      | Fair Play      |
| ----------------- | ----------------- | ----------------- | -------------- |
| USA Sydney Leroux | USA Sydney Leroux | USA Alyssa Naeher | Estados Unidos |

## Artilharia
| 5 gols (1) - USA Sydney Leroux 4 gols (3) - FRA Eugenie Le Sommer - PRK Ri Ye-Gyong - USA Alex Morgan 3 gols (4) - GER Marie Pollmann - NGA Ebere Orji - NZL Rosie White - PRK Ra Un-Sim 2 gols (19) - BRA Daiane - BRA Érika - BRA Francielle - BRA Pamela - CAN Monica Lam-Feist - ENG Toni Duggan - FRA Julie Machart - FRA Marie-Laure Delie - FRA Marine Pervier - FRA Nora Coton Pelagie - GER Isabel Kerschowski - GER Kim Kulig - GER Lisa Schwab - GER Nicole Banecki | 2 gols (continuação) - JPN Asano Nagasato - NOR Isabell Herlovsen - NZL Ria Percival - PRK Cha Hu-Nam - PRK Ri Un-Hyang 1 gol (41) - ARG Florencia Jaimes - BRA Adriane - BRA Janaína - BRA Ketlen - CAN Loredana Riverso - CAN Jonelle Filigno - CAN Julie Armstrong - CHI Daniela Pardo - CHI Daniela Zamora - CHI María Mardones - CHN Zhang Rui - CHN Liu Shukun - COD Oliva Amani - ENG Brooke Chaplen - ENG Natasha Dowie - GER Bianca Schmidt - GER Julia Simic - GER Katharina Baunach - GER Nathalie Bock - GER Sylvie Banecki - JPN Asuna Tanaka - JPN Kie Koyama | 1 gol (continuação) - JPN Konomi Ataeyama - JPN Rumi Utsugi - JPN Michi Goto - MEX Charlyn Corral - MEX Dinora Garza - NGA Joy Jegede - NGA Ogonna Chukwudi - NGA Rita Chikwelu - NGA Sara Michael - NOR Ida Elise Enget - NOR Marita Skammelsrud Lund - NZL Renee Leota - NZL Sarah McLaughlin - PRK Choe Un-Ju - PRK Pak Kuk-Hui - PRK Ri Hyon-Suk - PRK Ryom Su-Ok - USA Becky Edwards - USA Keelin Winters Gol-contra (5) - CHI Javiera Guajardo (para a Nigéria) - COD Nanu Mafuala (para o Japão) - GER Bianca Schmidt (para os Estados Unidos) - GER Carolin Schiewe (para o Brasil) - MEX Wendoline Ortíz (para o Brasil) |